# Манастир Прерадовац
Манастир Прерадовац је женски манастир припада епархији шумадијској Српске православне цркве, налази се у атару села Опарић, на територији општине Рековац.
Старешина манастира је игуманија мати Текла (Марковић), са сестринством на челу од 16. фебруара 2003. године.

## Историја
Манастир је подигнут у 13. веку и по скромним историјским изворима и предању његов настанак и постојање је везано за манастир Каленић. Веровање је да прво у каленићким виноградима подигнута црквица за потребе богослужења монаха који су радили у винограду. Постоји извор да су Турци 1788. године запалили манастирске зграде у селу Прерадовцу, односно да је црква запаљена током Хаџи Проданове буне 1814. године.
Плоча са натписом у цркви сведочи да ју је 1871. године подигао Епископ ужички Јоаникије Нешковић, игуман Каленића, са братством.

## Обнова
Иницијатива за обнову је покренута 1988. године, да би обнова започела 1995. године. Реконструисани храм је осветио 7. октобра (на дан славе храма), Епископ шумадијски Сава (Вуковић). Обнова је довршена 2004. године у време игуманије мати Текле (Марковић), када је подигнут манастирски конак и звоник.

## Манастирска црква
Манастирска црква је посвећена светом Симону монаху (краљу Стефану Првовенчаном), што је вероватно у вези са склањањем његових моштију у манастир Каленић од 1815. до 1839. године.
Црква је зидана ломљеним каменом у доњем делу, а опеком у горњим зонама. Кров је двосливан, а фасада омалтерисана и обојена у бело. Мада је у основи тролист, горњи део од опеке представља покушај да се основа засведе као једнобродни објекат, без куполе.
Савремени живопис рад је иконографа Слободана Јанићијевића из Јагодине. На иконостасу се налазе репариране иконе из 19. века. У цркви су постављене иконе Симона монаха и Симеона Мироточивог, рад академског сликара Милована Арсића, родом из Опарића.

## Галерија
- Живопис
- Живопис
- Живопис
- Манастирска црква